# 金城乡 (阆中市)
金城乡，是中华人民共和国四川省南充市阆中市曾经下辖的一个乡。 1951年置金城乡，1992年并入凉水乡，1994年复置金城乡。位于市境东部，距市区24公里。面积20.8平方公里，人口0.8万。2019年10月，撤销金城乡，将其所属行政区域划归妙高镇管辖。

## 行政区划
金城乡撤销前下辖以下地区：
金玉村、麒麟村、文崇垭村、土坊山村、民乐村和大山村。